# Australobius birmanicus
Australobius birmanicus är en mångfotingart som först beskrevs av Pocock 1891.  Australobius birmanicus ingår i släktet Australobius och familjen stenkrypare. Inga underarter finns listade i Catalogue of Life.